# Дзвінкий м'якопіднебінний фрикативний
Дзвінкий м'яко-піднебінний (задньопіднебінний, велярний) фрикативний — тип приголосного звука, що існує в різних людських мовах. Символ Міжнародного фонетичного алфавіту для цього звука — ɣ, а відповідний символ X-SAMPA — G. Звук позначається знаком грецької літери гамма (γ). В українській мові цей звук передається на письмі літерою г.

## Властивості
- Тип фонації — дзвінка, тобто голосові зв'язки вібрують від час вимови.
- Спосіб творення — фрикативний, тобто один артикулятор наближається до іншого, утворюючи вузьку щілину, що спричиняє турбулентність.
- Місце творення — м'якопіднебінне (артикулюється задньою спинкою язика на м'якому піднебінні)
- Ротовий (повітря виходить крізь рот)
- Центральний (повітря проходить над центральною частиною язика, а не по боках)
- Механізм передачі повітря — егресивний легеневий (під час артикуляції повітря виштовхується крізь голосовий тракт з легенів, а не з гортані, чи з рота)

## Приклади
| Мова                        | Слово           | МФА           | Значення     | Примітки                                                                    |
| --------------------------- | --------------- | ------------- | ------------ | --------------------------------------------------------------------------- |
| Арабська                    | غريب / ġarīb    | [ɣæˈriːb]     | 'чужинець'   | див. арабська фонетика                                                      |
| Білоруська                  | галава          | [ɣalava]      | 'голова'     | див. білоруська фонетика                                                    |
| Грецька (сучасна)           | γάλα / gála     | [ˈɣɐlɐ]       | 'milk'       | див. грецька фонетика                                                       |
| Грузинська                  | ღარიბი / ġaribi | [ɣɑribi]      | 'бідний'     |                                                                             |
| Ісландська                  | saga            | [ˈsaːɣa]      | 'сага'       | див. ісландська фонетика                                                    |
| Іспанська                   | amigo           | [a̠ˈmiɣo̟]      | 'друг'       | алофон /ɡ/, див. іспанська фонетика                                         |
| Ірландська                  | a dhorn         | [ə ɣoːɾˠn̪ˠ]   | 'його кулак' | див. ірландська фонетика                                                    |
| Литовська                   | humoras         | [ˈɣʊmɔrɐs̪]    | 'гумор'      | переважно замість [ɦ]. див литовська фонетика                               |
| Нідерландська (фламандська) | gaan            | [ɣaːn]        | 'іти'        | див. нідерландська фонетика                                                 |
| Німецька (австрійська)      | damalige        | [ˈdaːmaːlɪɣə] | 'колишній'   | алофон /ɡ/ між голосними, у швидкій, нечіткій мові.; див. німецька фонетика |
| Норвезька (східна)          | å ha            | [ɔ ˈɣɑː]      | 'to have'    | алофон /h/ між голосними; див. норвезька фонетика                           |
| Перська                     | باغ/Bâġ         | [bɒːɣ]        | 'сад'        |                                                                             |
| Польська                    | niechże         | [ˈɲɛɣʐɛ]      | 'нехай'      | алофон /x/ перед дзвінкими приголосними. Див. польська фонетика             |
| Португальська               | agora           | [ɐˈɣɔɾɐ]      | 'зараз'      | алофон /ɡ/ між голосними. див. португальська фонетика                       |
| Російська (південна)        | дорога          | [dɐˈro̞ɣə]     | 'дорога'     | див. російська фонетика                                                     |
| Словенська                  | gajba           | [ɣájba]       | 'гажба'      |                                                                             |
| Таджицька                   | ғафс/ƣafs       | [ɣafs]        | 'товстий'    |                                                                             |
| Українська                  | голка           | [ɣolka]       | 'голка'      |                                                                             |
| Шведська                    | meg             | [mɪːɣ]        | 'мені'       | алофон /ɡ/ між голосними і в кінці слова, див. шведська фонетика.           |
| Якутська                    | аҕа / aǧa       | [aɣa]         | 'батько'     |                                                                             |
| Японська                    | はげ / hage     | [haɣe]        | 'лисий'      | алофон /ɡ/ у швидкій, нечіткій мові. Див. японська фонетика                 |